# ام‌وی مندوسینو
ام‌وی مندوسینو (به انگلیسی: MV Mendocino) یک کشتی است که طول آن ۱۴۱ فوت ۱ اینچ (۴۳٫۰ متر) می‌باشد.